# Luca Morisi

a Compétitions nationales et continentales officielles uniquement.

b Matchs officiels uniquement.
Dernière mise à jour le 3 novembre 2022.
Luca Morisi, né le 22 février 1991 à Milan en Italie, est un joueur international de rugby à XV. Il joue au poste de trois-quarts centre dans le club italien des Zebre Parma.

## Biographie
Il fait ses débuts internationaux lors du Tournoi des six nations 2012 contre l'Angleterre le 11 février 2012. Mais c'est lors du Tournoi 2015 qu'il se distingue en inscrivant deux essais à Twickenham face aux Anglais.
Sélectionné parmi les 31 joueurs retenus pour la coupe du monde 2015, il se blesse au genou lors du dernier match de préparation face aux Gallois. Il doit déclarer forfait et il est remplacé par Enrico Bacchin.
En mai 2023, il est sélectionné avec l'Italie dans un groupe de 46 joueurs pour préparer la Coupe du monde 2023. 

## Statistiques en équipe nationale
Au 12 septembre 2015, Luca Morisi compte 16 sélections avec l'Italie, dont 15 en tant que titulaire. Il inscrit vingt points, quatre essais. Il obtient sa première sélection le 11 février 2012 à Rome contre l'Angleterre.
Il participe à deux éditions du Tournoi des Six Nations, en 2012 et 2015.